# برونو کاروتی
برونو کاروتی (انگلیسی: Bruno Carotti؛ زادهٔ ۳۰ سپتامبر ۱۹۷۲) بازیکن فوتبال اهل فرانسه است.
از باشگاه‌هایی که در آن بازی کرده‌است می‌توان به باشگاه ورزشی مون‌پلیه، باشگاه فوتبال سن-اتین، باشگاه فوتبال نانت، باشگاه فوتبال تولوز، و باشگاه فوتبال پاری سن ژرمن اشاره کرد.
وی همچنین در تیم ملی فوتبال زیر ۲۱ سال فرانسه بازی کرده‌است.